# Јабука (род)
 je род са око 30–55 врста малих листопадних стабала или грмова из породице Rosaceae. Овај род обухвата доместиковану јабуку (M. pumila syn. M. domestica ) и велики број других врста које су генерално познате као киселе јабуке или дивље јабуке.
Овај род потиче из умерене зоне северне хемисфере.

## Порекло, историјат и распрострањеност
Јабука је најважнија листопадна воћка. Човек је од давнина користио плодове јабуке као храну и лек. Постоје подаци да је јабука гајена још од млађег каменог доба (неолита. Азија је домовина јабуке. Из Азије потичу и у њој су распрострањене 23 од 33 врсте јабуке (Malus Miller). Подручје Кине и Хималаја у Азији одликује се највећим богатством форми и најбогатијим фондом наследних чинилаца јабуке. Из тог подручја јабука је постепено продирала у Иран, јужна побрђа Кавказа, пределе горњег тока Тигра и Еуфрата и даље на запад (Мала Азија и Грчка).
Еволуција рода јабуке (Malus Miller) текла је од диплоидних ка полиплоидним врстама на веома широким пространствима Земљине коре и под врло разноврсним еколошким условима. У току еволуције настале су 33 врсте јабуке, преко стотину варијетета, више стотина биотипова и десетине милиона форми. И данас се као наставни део биоценозе многих листопадних шума у различитим подручјима северне Земљине полулопте (Азија, Европа и Северна Америка), на надморским висинама од 500 до 2.000m, срећу многе врсте дивље јабуке. Оне стварају мање или веће популације које се одликују најразличитијим биолошким особинама.
Стара Грчка је прва земља у Европи у којој се гаји јабука. Прве писане податке о гајењу јабука у Старој Грчкој наводи писац Теофраст. Из Грчке јабука се ширила по Римској империји. Јабуку су Римљани, Германи, Келти и Словени раширили по Апенинском и Балканском полуострву, Европи и Британским острвима.
Најповољнији услови за гајење јабуке постоје у Европи, затим у Азији и Северној Америци, а најмање повољни су на јужној полулопти.

## Систематика
| Одељак:      | Magnoliaohyta (Angiospermae — скривеносеменице) |
| Класа:       | Magnoliatae (Dycotyledones — дикотиле)          |
| Поткласа:    | Rosidea (руже)                                  |
| Надред:      | Rosanae (руже)                                  |
| Ред:         | Rosales (руже)                                  |
| Породица:    | Rosaceae (руже)                                 |
| Подпородица: | Maloideae (Pomoideae — јабучасте воћке)         |
| Род:         | Malus Miller (јабука)                           |

## Култивари
- - гладијаторска кисела јабука[4]
- - раскошна кисела јабука